# Kannabateomys amblyonyx
Kannabateomys amblyonyx là một loài động vật có vú trong họ Echimyidae, bộ Gặm nhấm. Loài này được Wagner mô tả năm 1845.
Loài này sinh sống ở Nam Mỹ. Nó được tìm thấy ở Argentina, Brasil và Paraguay. Đây là loài duy nhất trong chi Kannabateomys.